# Crème de menthe

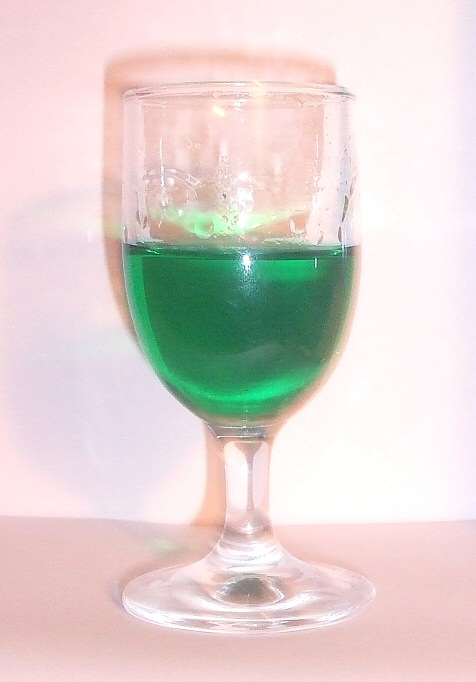
Un verre de crème de menthe

La crème de menthe est une liqueur de menthe. Sa saveur est principalement dérivée de la menthe corse (Mentha requienii (en)). Elle est généralement disponible commercialement dans les couleurs blanche ou verte, mais certaines compagnies en préparent à des saveurs différentes, comme la cannelle par exemple. 
Souvent considérée par ses amateurs comme liqueur de style "digestive", elle est, à tord, réputée pour rafraichir l'haleine. Il s'agit en fait du contraire, puisqu'elle laisse une odeur forte d'alcool, mentholée oui, mais s'approchant d'avantage du "fond de tonne" que de l'haleine fraiche. 

## Cocktails utilisant la crème de menthe
La crème de menthe est utilisée comme ingrédient dans de nombreux cocktails, tels le Grasshopper et le Stinger, et elle peut être également servie comme digestif.

## Quelques marques
- Get 27
- Get 31
- Menthe-pastille